# Alectryon pubescens
Alectryon pubescens är en kinesträdsväxtart som först beskrevs av S. Reyn., och fick sitt nu gällande namn av Sally T. Reynolds. Alectryon pubescens ingår i släktet Alectryon och familjen kinesträdsväxter. Inga underarter finns listade i Catalogue of Life.